# 90日、愛する時間
『90日、愛する時間』（きゅうじゅうにち、あいするじかん、原題：90일 사랑할 시간）は、韓国の連続テレビドラマ。余命3か月の男の切ない愛を描く。主演はカン・ジファンとキム・ハヌル。2006年11月15日から2007年1月4日まで毎週水曜と木曜にMBCで放送された。全16回。

## 制作
『田園日記』の演出陣の一人であり、『キツネちゃん、何しているの?』を企画するなど1985年の入局以降MBCで多数の作品を演出・企画しているキム・ナムウォンが企画した。制作会社は초록뱀미디어（チョロクペムミディオ）である。
脚本はパク・ヘヨンが書き、オ・ジョンノクが演出した。

### 配役
カン・ジファンが余命3か月の大学講師ジソク役を演じ、キム・ハヌルはジソクが以前に別れた相手でシットコムの脚本家ミヨン役を演じた。他にジソクの妻チョンラン役をチョン・ヘヨン、ミヨンの夫テフン役をユン・ヒソクが演じた。
中心人物の4人以外では、博士課程非常勤講師パク・ドック役にキム・ヒョンボム、コメディ作家役にユン・ヒョンスク、ジソクの高校の同窓生でジソクに癌の宣告をする医師役にチェ・ソンホ、他にアン・ヨンジュンやソ・ジヨンが出演した。

## 放送・配信
2006年11月15日から2007年1月4日まで毎週水曜と木曜にMBCで全16回にわたって放送された。
MBCの公式YouTubeページで動画が公開されている。

## 評価
平均視聴率が5%弱と一般的な人気はなかったが、熱烈な愛好者が多く、「メロドラマの女王」と言われるキム・ハヌルの演技とりわけその涙の演技が称賛された。

## 登場人物

### 主要人物
ヒョン・ジソク
演 - カン・ジファン
大学の専任講師。余命3か月。
コ・ミヨン
演 - キム・ハヌル
シットコム作家。
パク・チョンラン
演 - チョン・ヘヨン
ジソクの妻。
キム・テフン
演 - ユン・ヒソク
ミヨンの夫。

### その他の人物
パク・ドック
演 - キム・ヒョンボム
博士課程非常勤講師。
キム・ワルスク
演 - ユン・ヒョンスク
コメディ作家。
プ・ビョンチャン
演 - チェ・ソンホ
医師。ジソクの高校の同窓生。ジソクに癌の宣告をする。